# Pyrausta approximalis
Pyrausta approximalis là một loài bướm đêm trong họ Crambidae.